# Acronicta tritona
Acronicta tritona är en fjärilsart som beskrevs av Jacob Hübner 1818. Acronicta tritona ingår i släktet Acronicta och familjen nattflyn. Inga underarter finns listade i Catalogue of Life.

## Bildgalleri

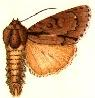